# La Marseillaise (quotidiano)
La Marseillaise è un quotidiano francese fondato a Marsiglia nel 1943. È diffuso nei dipartimenti del Bocche del Rodano, del Varo e in parte della Vaucluse.

## Storia

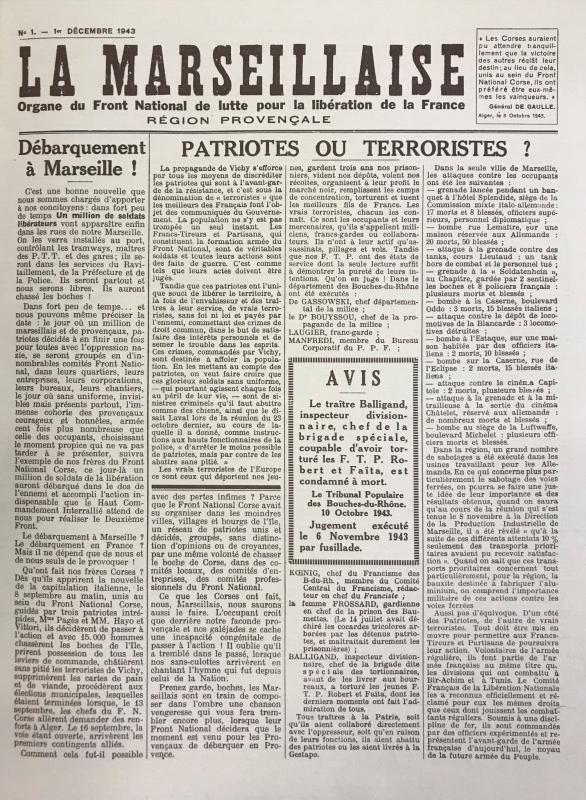
Prima pagina del numero del 1º dicembre 1943 (edizione clandestina).

La Marseillaise fu fondato il 1º dicembre 1943, come giornale dei partigiani del Front National de la Résistance - région sud. Inizialmente pubblicato su base mensile, nel 1944, con l'avanzare degli eserciti alleati, fu pubblicato settimanalmente e infine quotidianamente nei giorni precedenti la liberazione di Marsiglia.
Il giorno dopo la liberazione della città, il 24 agosto 1944, uscì il primo numero legale de La Marseillaise. È stato uno dei primi tre quotidiani a comparire legalmente a Marsiglia in forma stampata, insieme a Le Provençal e Rouge-Midi. Come il Rouge-Midi, fu stampato sulle rotative dello storico Le Petit Marseillais, un quotidiano dell'anteguerra che era stato chiuso per aver collaborato con le forze di occupazione.
La Marseillaise era uno dei giornali fondatori dell'Union française de l'information, un'agenzia di stampa che raggruppava quasi un centinaio di giornali, la maggior parte dei quali erano testate della Resistenza regionale di orientamento comunista.

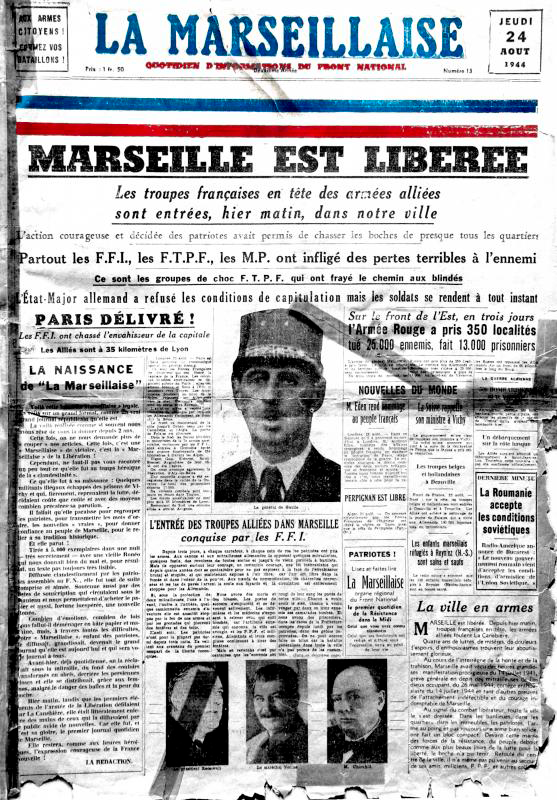
Prima pagina del numero del 24 agosto 1944 (prima edizione legale).

Per lungo tempo d'orientamento comunista, nel 1997, la linea editoriale de La Marseillaise è stata aperta a "tutte le componenti del movimento sociale".
Nel novembre 2014, La Marseillaise ha presentato istanza di fallimento presso il tribunale commerciale di Marsiglia, con l'obiettivo di consentire una procedura di amministrazione controllata.
Nel novembre 2016, La Marseillaise ha presentato nuovamente istanza di fallimento e ha dichiarato di sperare di essere messa in amministrazione controllata. Nel giugno 2018, il giornale è uscito dalla procedura di amministrazione controllata e ha presentato un piano decennale.

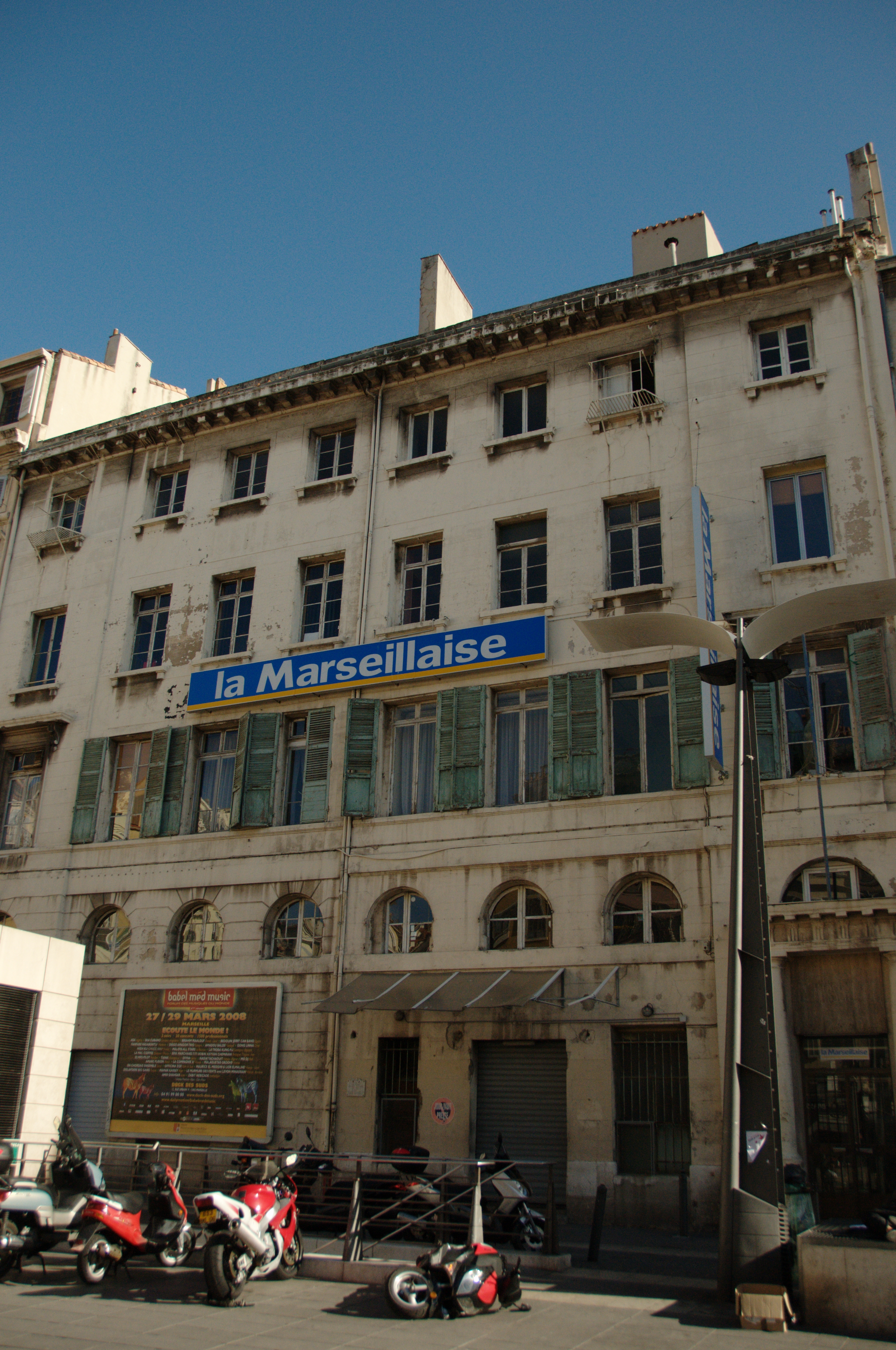
Sede de La Marseillaise in Cours Honoré d'Estienne d'Orves a Marsiglia.

Con l'avanzare dei piani sociali, il giornale ha perso tre quarti della sua forza lavoro: da 200 dipendenti nel 2014 a 50 nel 2018.
Alla vigilia del 14 luglio 2020, con i suoi 55 dipendenti, il giornale è stato messo in liquidazione coatta, in attesa di una possibile acquisizione con scadenza 10 ottobre. Fortemente colpita dalla crisi sanitaria, nonostante il parziale licenziamento, l'edizione cartacea è stata sospesa pochi giorni dopo la serrata del 17 marzo 2020, con conseguente perdita dei ricavi da abbonamenti, vendite in edicola, pubblicità e annunci legali. Non potendo beneficiare del prestito garantito dallo Stato (PGE) per attenuare le conseguenze economiche della crisi sanitaria, i verbali dell'udienza citano: alcune sovvenzioni stanziate dal Ministero della Cultura, un "intervento del Primo Ministro [che] ha permesso un rinvio di alcuni debiti" e una sovvenzione di 100.000 euro rilasciata a fine aprile dal presidente del Consiglio regionale della Provenza-Alpi-Costa Azzurra, Renaud Muselier. La situazione si è aggravata il 15 maggio 2020, quando il tribunale di Parigi ha dichiarato la "Société d'agences et de diffusion" (SAD), una filiale del gruppo Presstalis, il cui ruolo era quello di distribuire i periodici, in liquidazione senza continuare la sua attività.
Durante l'estate si sono fatti avanti due potenziali acquirenti. Il 14 agosto, il quotidiano La Provence ha rinunciato all'acquisizione del suo concorrente, ritenendo di non poter "conservare tutti i posti di lavoro, contrariamente all'offerta di Maritima Médias", i media hanno preferito ritirarsi. Circa 200 persone si sono riunite davanti alla sede dello storico giornale per opporsi alla proposta di acquisizione da parte di La Provence, associata all'imprenditore Xavier Niel, attraverso la sua holding personale NJJ Presse. I manifestanti hanno denunciato la mancanza di pluralismo e l'eliminazione dell'80% della forza lavoro. Nella stessa data, dopo la rinuncia del concorrente, il gruppo Maritima Médias, finanziato dal comune di Martigues, guidato da un'amministrazione comunista, partecipò all'offerta di acquisto del giornale.
L'udienza relativa al piano di acquisizione de La Marseillaise si è svolta il 22 settembre 2020 presso il tribunale di commercio di Marsiglia.
La nuova società editoriale è stata creata il 7 ottobre 2020.